# Chionaema aurantiorufa
Chionaema aurantiorufa är en fjärilsart som beskrevs av Rothschild 1912. Chionaema aurantiorufa ingår i släktet Chionaema och familjen björnspinnare. Inga underarter finns listade i Catalogue of Life.